# Lepus yarkandensis
A lebre-de-yarkand (Lepus yarkandensis) é um leporídeo endêmico da China.